# پوستر
پوستر (انگلیسی: poster) یا دیوارکوب، که به آن اعلان، آفیش و پلاکات نیز می‌گویند، صفحات کاغذی در ابعاد تقریباً بزرگ هستند که بر روی آن‌ها نوشته‌ها، طرح‌ها، نقاشی‌ها و نظایر آن چاپ می‌شوند. پوسترها به منظور نصب شدن بر روی دیوارها یا دیگر سطوح عمودی تعبیه شده‌اند. پوسترهای معمولی از نقاشی و نوشته تشکیل شده‌اند اما ممکن است یک پوستر دارای نقاشی محض یا صرفاً نوشته باشد. پوسترها ممکن است برای جلب توجه یا اطلاع‌رسانی بر روی دیوارها و دیگر مکان‌های تبلیغاتی چسبانده شوند. اهداف پوسترها چند منظوره است، یک پوستر ممکن است برای تبلیغات باشد یا برای تکثیر یک اثر هنری با هدف اقتصادی و فرهنگی و فروش ارزان قیمت از آن استفاده می‌شود. از پوسترها برای امور آموزشی نیز استفاده می‌شود.

## معنی و واژه پوستر
پوستر (Poster) واژه‌ای انگلیسی می‌باشد و در فارسی اعلان نام‌گذاری شده‌است. واژه دیگری که برای این مفهوم در ایران تا حدودی رایج است: واژه فرانسوی: آفیش (Offiche)، واژه آلمانی: پلاکات (Plakat)، که به آن بوکلت (booklet) نیز می‌گویند.

## تاریخچهٔ پوستر

### قرن نوزدهم
در اواخر قرن نوزدهم، پوسترهای دو نقاش فرانسوی (ژول شره) و (تولوز لوترک) تأثیر چشمگیری بر روند طراحی پوستر داشته‌اند. بعضی به ژول شره لقب «پدر پوستر» را داده‌اند. پوسترهای لوترک، بر اساس قدرت او در طراحی و شناخت رنگ و مهارتش در لیتوگرافی و نیز تأثیرپذیری از باسمه‌های ژاپنی بنا گردیده و اگر چه بیش از ۳۰ پوستر از او بر جای نمانده‌است، ولی همین آثار معدود تأثیر زیادی بر هنر پوسترسازی داشته و برای بسیاری از هنرمندان راه‌گشا بوده‌است.

### قرن بیستم
پوستر در اوایل قرن بیستم، به ویژه در شهر پاریس رسانه‌ای شناخته شده و موفق بود و بسیاری از هنرمندان طراح پوستر گرد آمده‌بودند. رنگ‌های شاد و زنده پوستر، برای عامهٔ مردم جذاب و دوست داشتنی بود و گاهی شبانه پوسترها را که به تعداد محدود و برای نصب در گذرگاه‌های عمومی به شیوه لیتوگرافی تکثیر می‌شد، از دیوارها برمی‌داشتند و در منزل خود نصب یا نگهداری می‌کردند و امروزه بعضی از این پوسترها در موزه‌ها و مجموعه‌های شخصی یافت می‌شوند. پیشرفت‌های فنی لیتوگرافی (چاپ سنگی) در آغاز قرن بیستم، کیفیت پوسترها را متحول نمود و طراحان با جسارت کافی از زمینه‌های تخت رنگی در آثار خود استفاده می‌کردند.

## نگارخانه

### نمونه‌هایی از پوسترهای تجاری

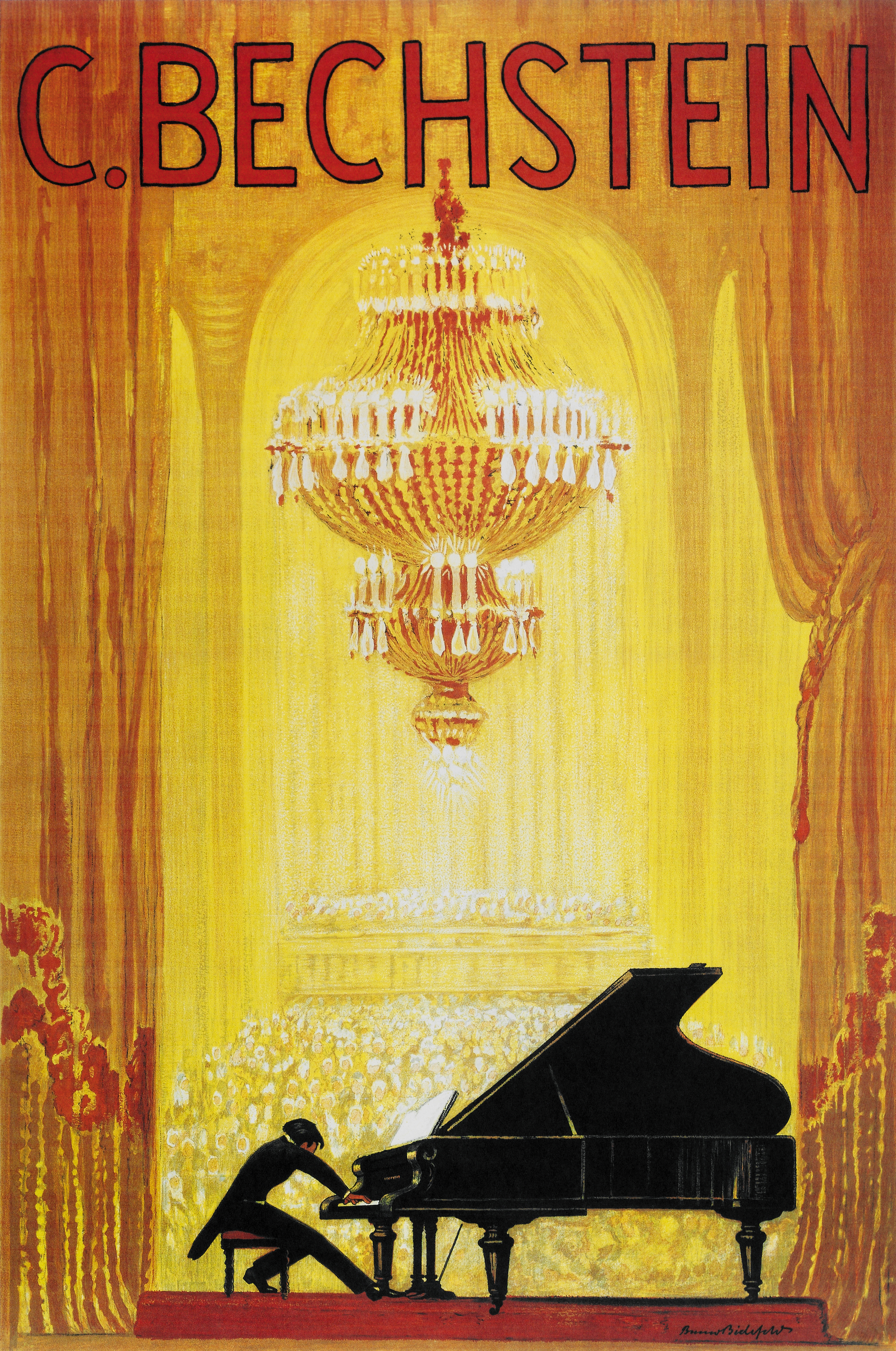
پوستر شرکت آلمانی سی. بِک‌اشتاین در اوایل دهه ۱۹۲۰ میلادی برای تبلیغ پیانوی مدل «رویال گراند».
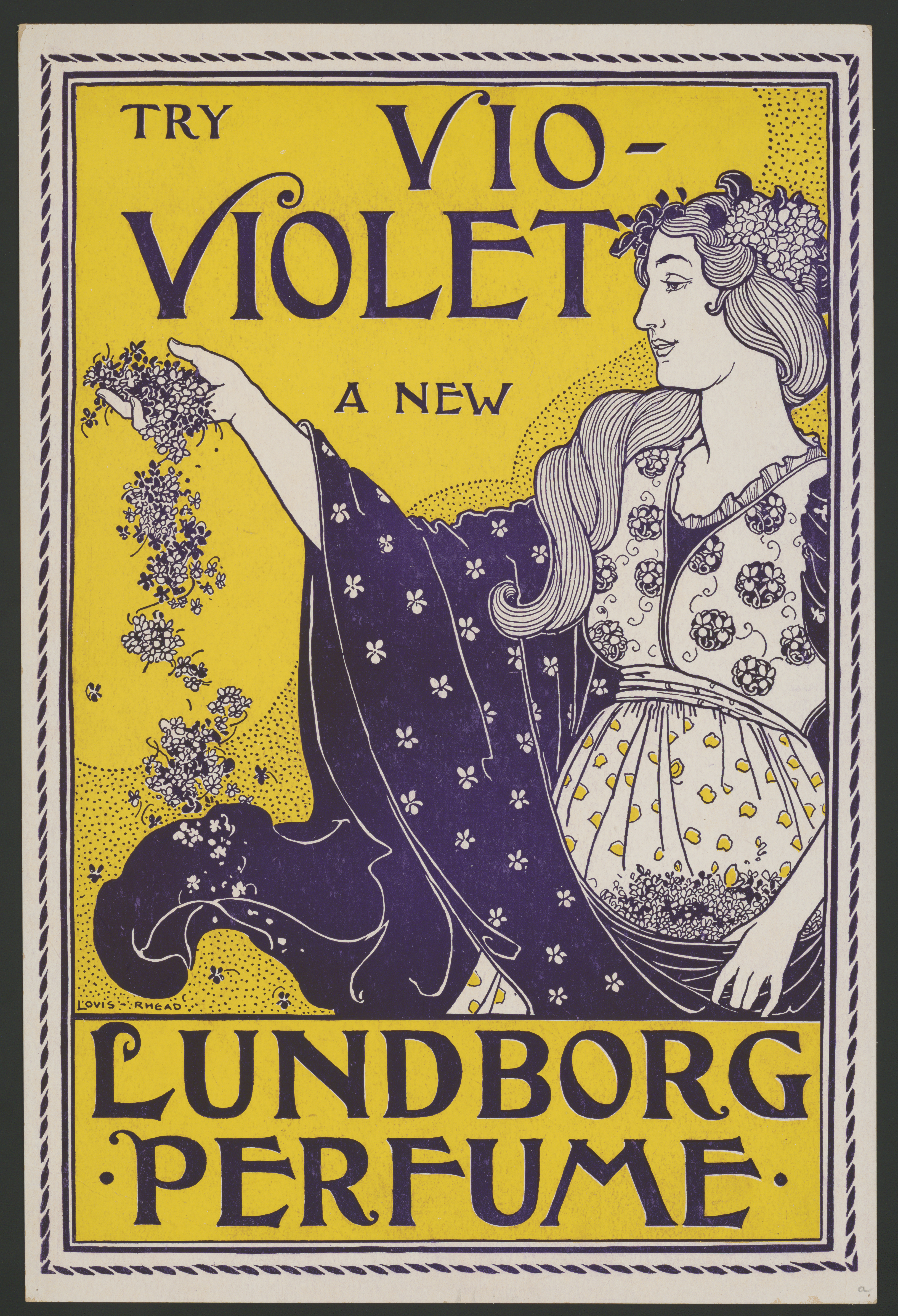
پوستر عطر ویو-ویولت، اثر لویی رید.این اثر با عنوان «ویو-ویولت جدید را امتحان کنید» در سال ۱۸۹۵ میلادی، با استفاده از تکنیک چاپ‌سنگی منتشر شد.
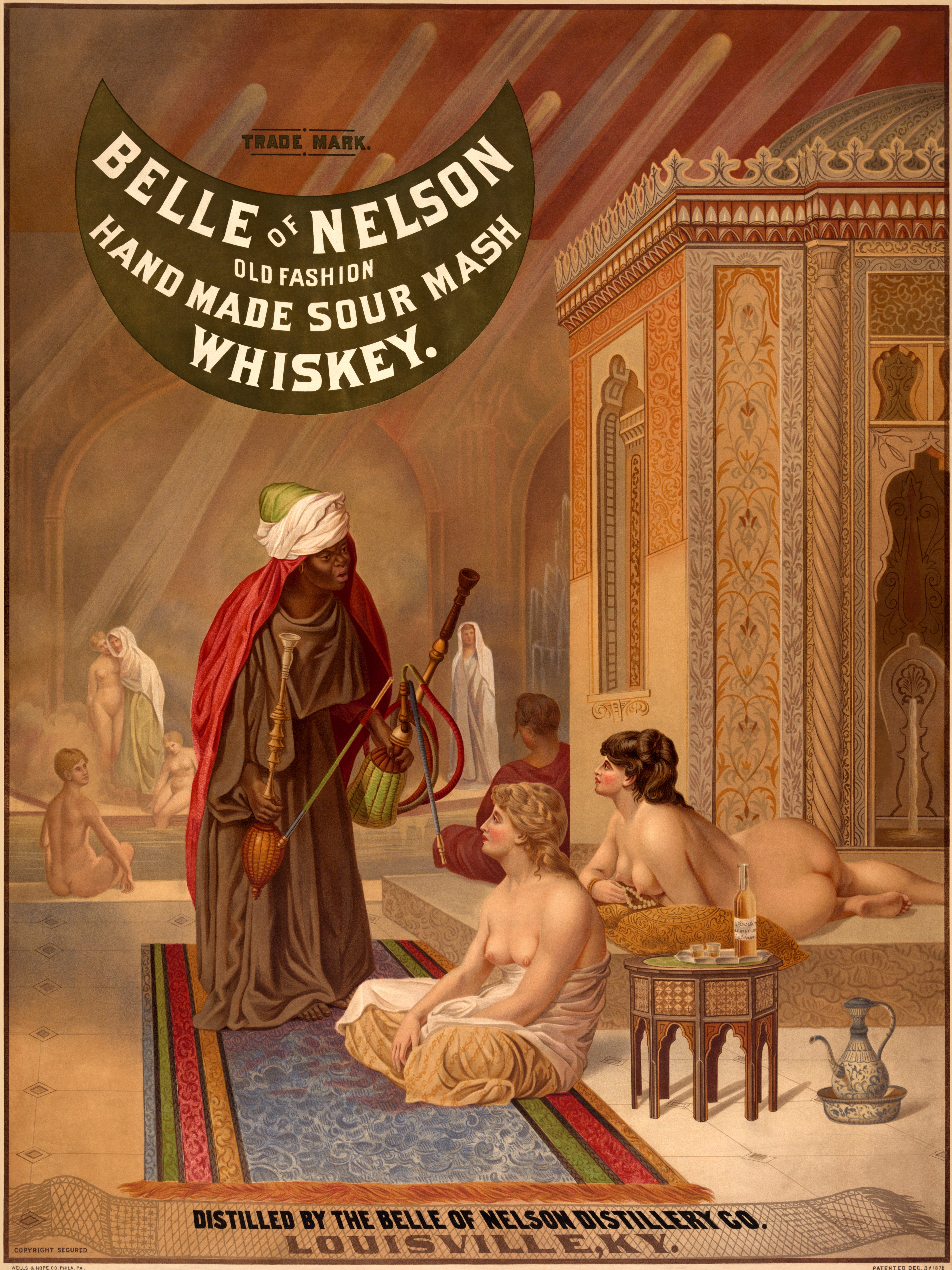
پوستر تجاری ویسکی‌سازی «بل آو نِلسون» برای ویسکی دست‌ساز سور مش به‌سال ۱۸۷۸ میلادی. این پوستر با الهام از تابلوی نقاشی استخرِ حَرم‌سرا، اثر ژان-لئون ژروم خلق شده‌است.
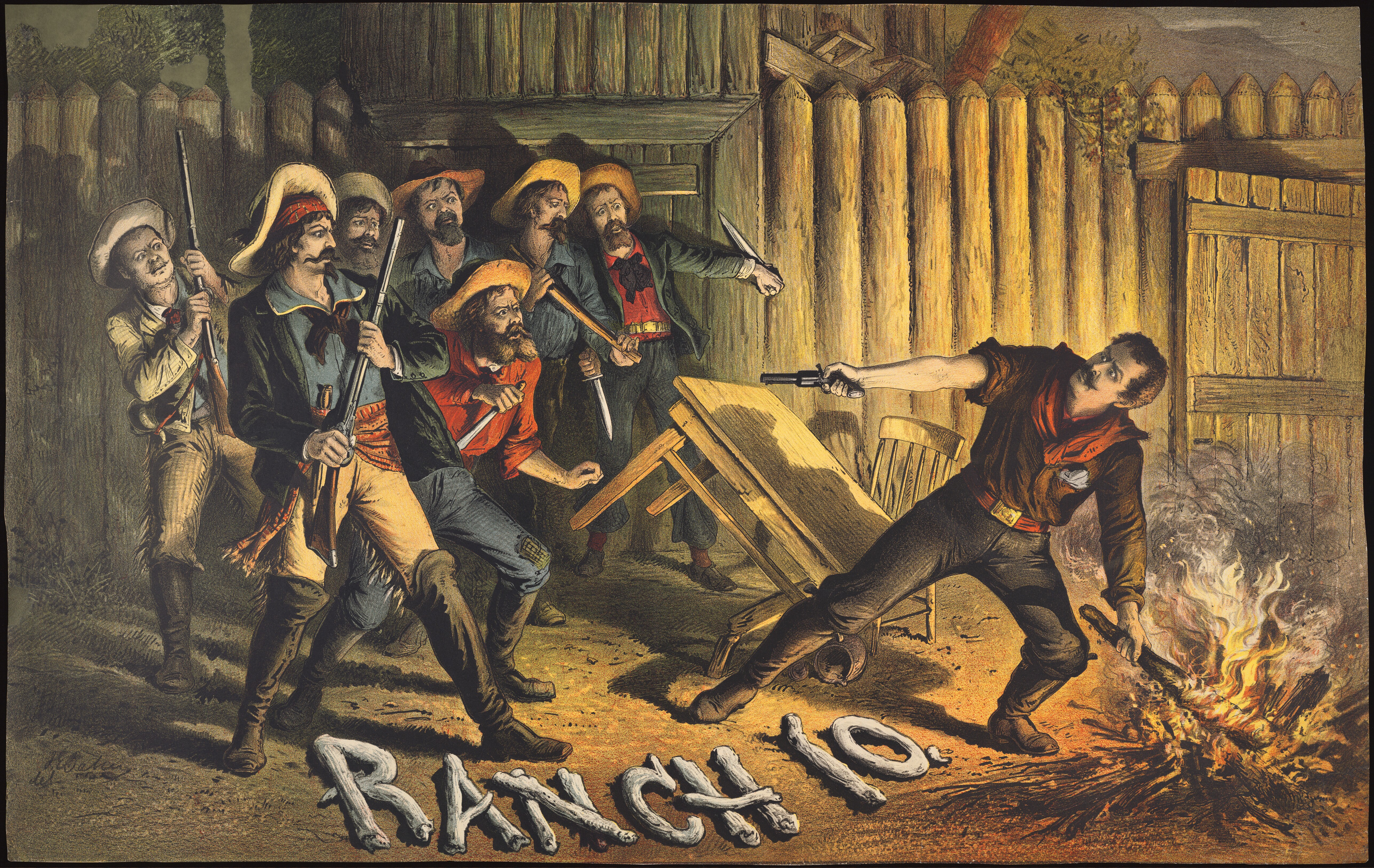
پوستر چاپ سنگی از تئاترنوشت «مزرعه ۱۰» در ژانر وسترن به‌حوالی ۱۸۸۲ میلادی.

### نمونه‌هایی از پوسترهای سیاسی-نظامی

عمو سام، با عنوان «من تو را می‌خواهم، برای خدمت در ارتش». طراحی‌شده در جنگ جهانی اول، توسط جیمز مونتگومری فلگ[۶]
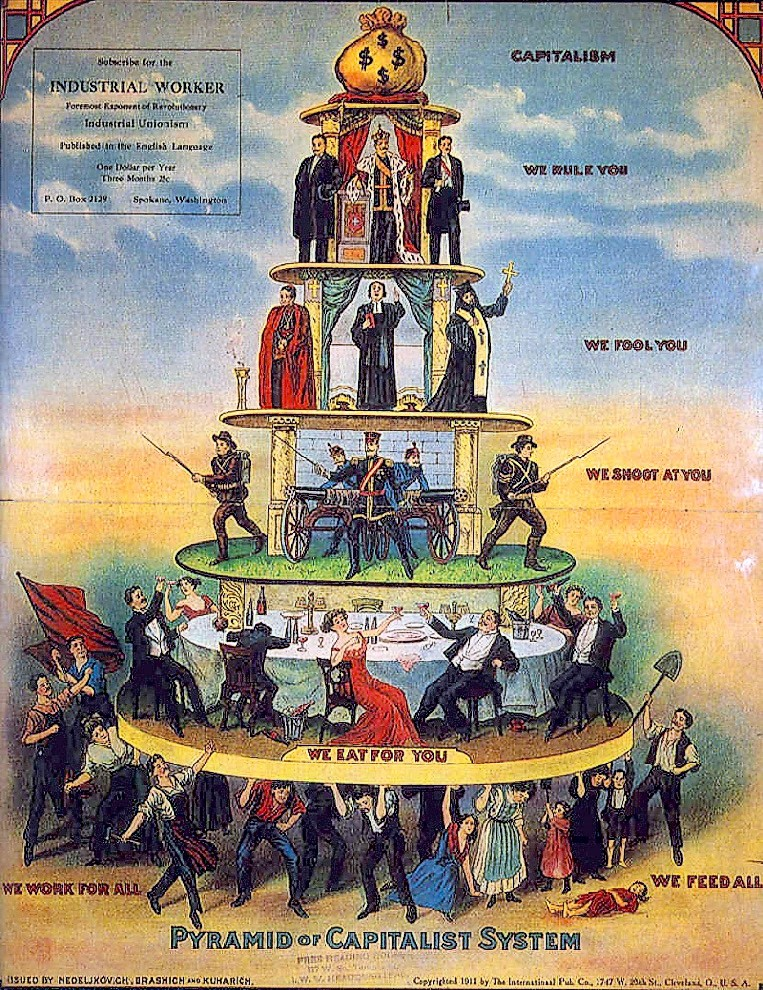
پوستری در نقد نظام سرمایه، به سال ۱۹۱۱ میلادی با عنوانِ «هرمِ سرمایه‌داری»
این جانور دیوانه را نابود کنید، نام پوستری با مضمون پروپاگاندای جنگ است که هم‌زمان با ورود ایالات متحده آمریکا به جنگ جهانی اول، توسط هری ر. هاپس طراحی‌شد.
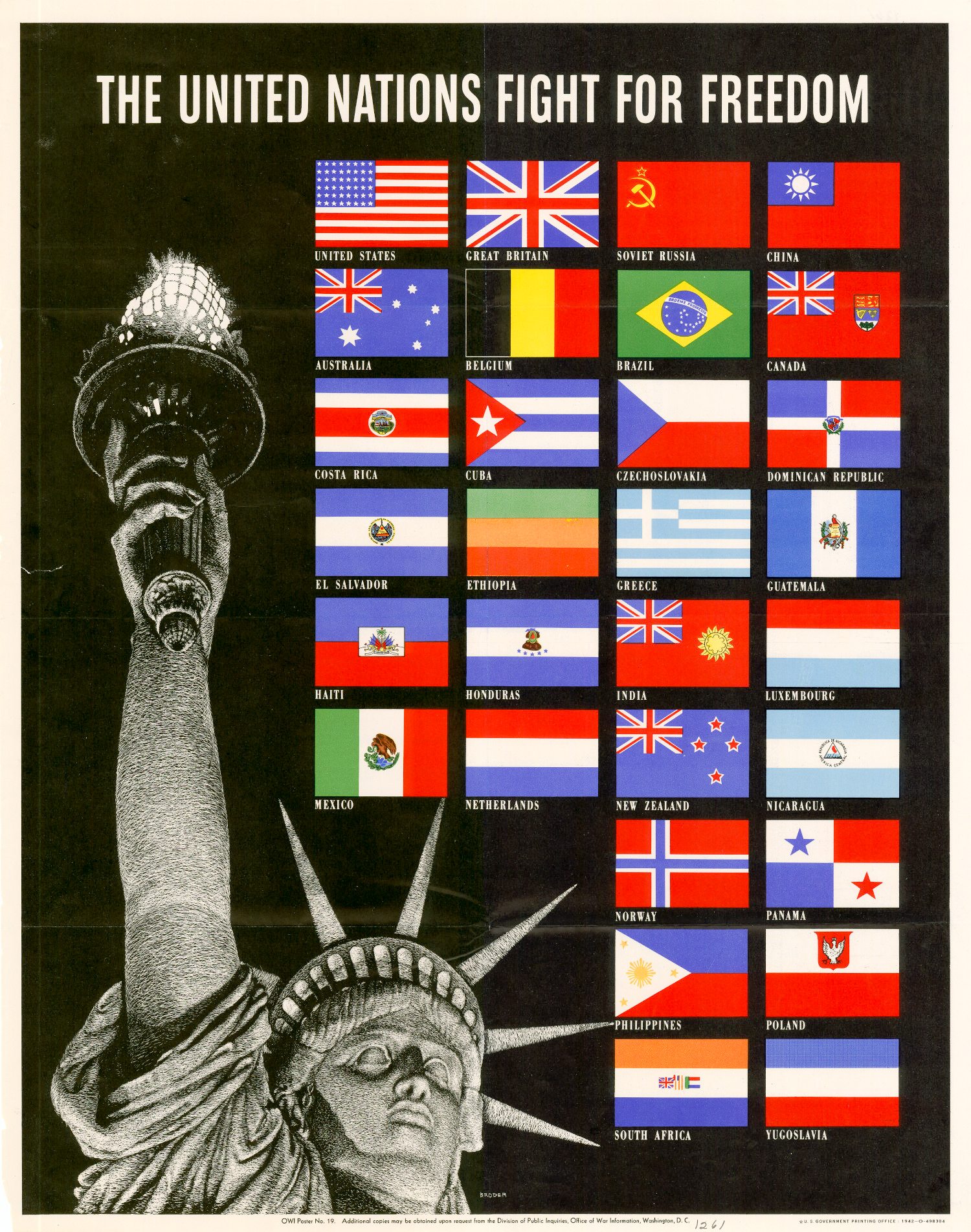
پوستری در رابطه با حقوق و آزادی ملت‌ها سال ۱۹۴۲ (میلادی)

### نمونه‌هایی از پوسترهای آموزشی-بهداشتی

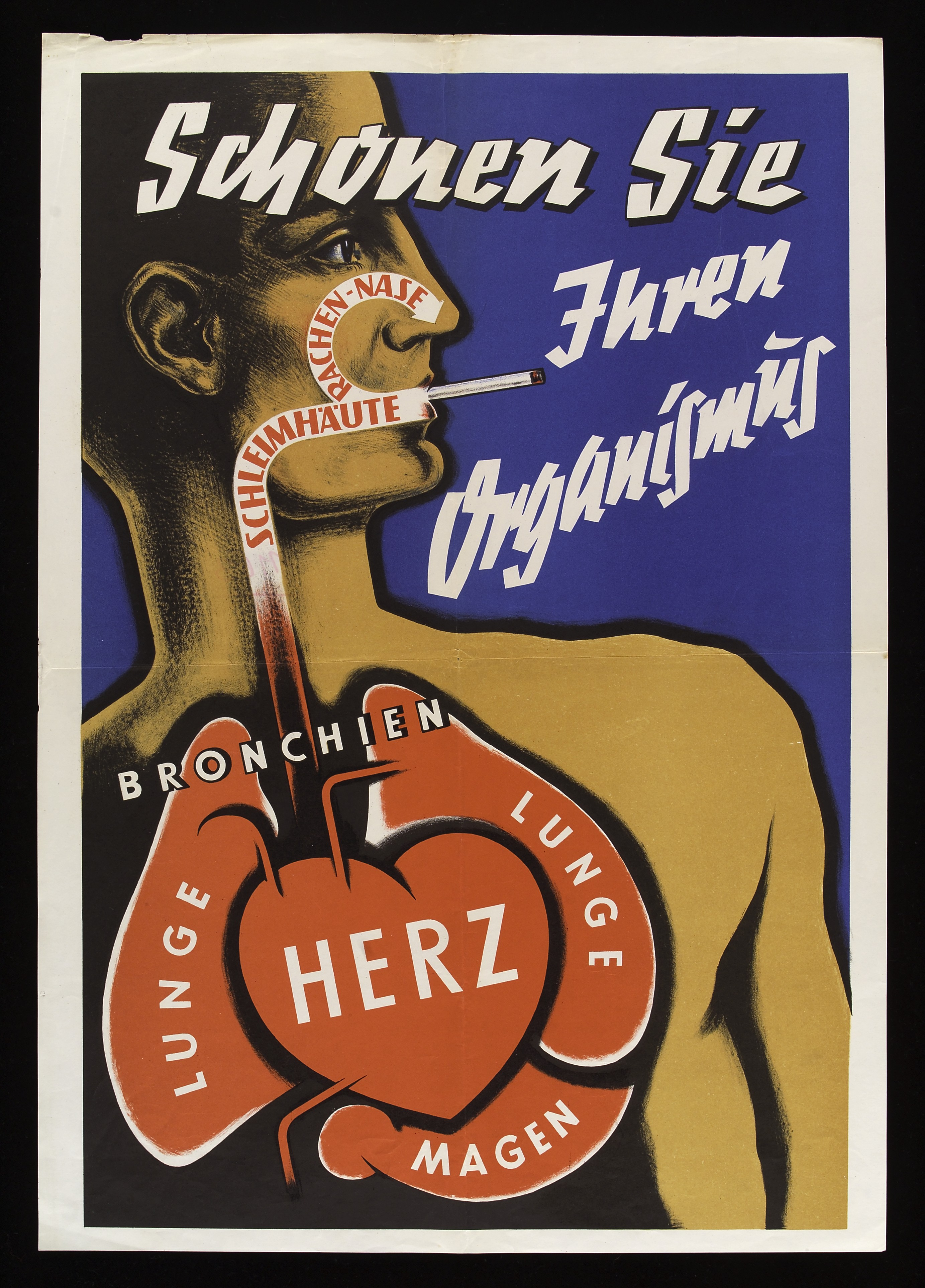
یک پوستر آموزشی با موضوع عوارض مصرف دُخانیات بر بدن انسان.
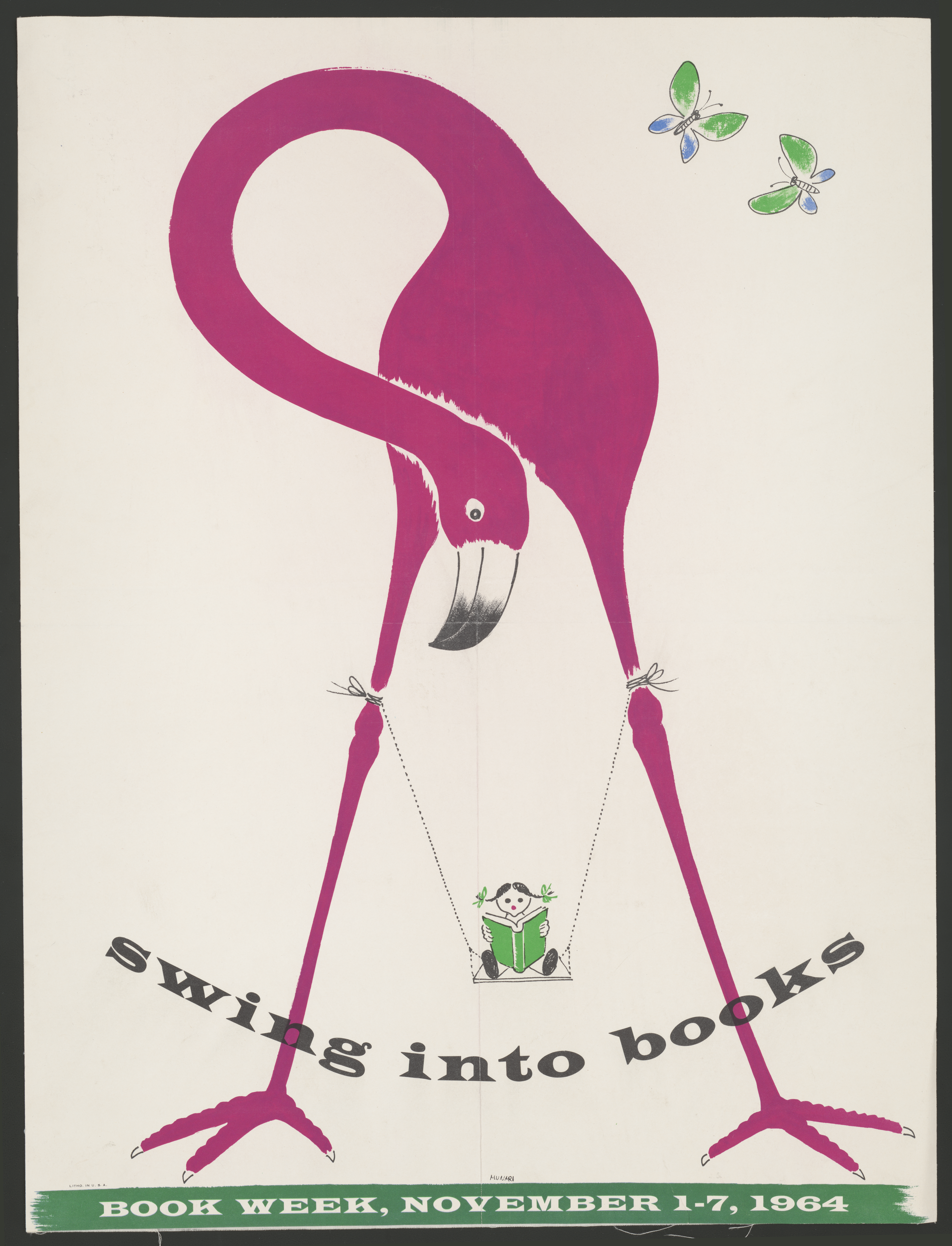
یک پوستر آموزشی به مناسبت «هفتهٔ کتاب‌خوانی» به تاریخ ۱ الی ۷ نوامبر ۱۹۶۴ میلادی.
اثر برونو موناری

### نمونه‌هایی از پوسترهای اعتراضی

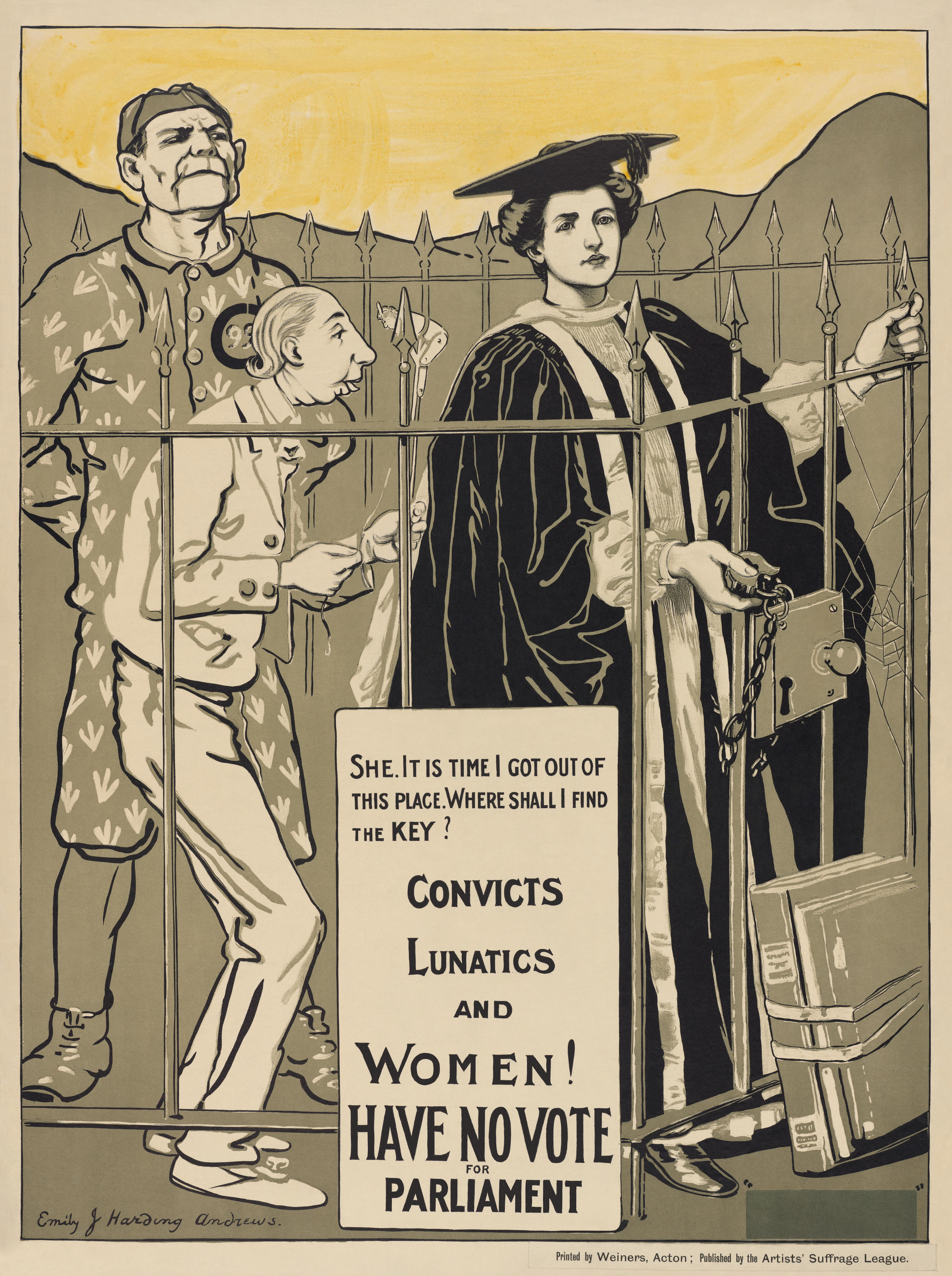
پوستر اعتراضی «محکومین، دیوانه‌ها و زنان!» به‌سال ۱۹۰۸ میلادی در رد قوانین حق رأی پارلمان بریتانیا که برای زنان حق رأی قائل نمی‌شد.
اثر امیلی جی. هاردینگ

### نمونه‌هایی از پوسترهای سینمایی

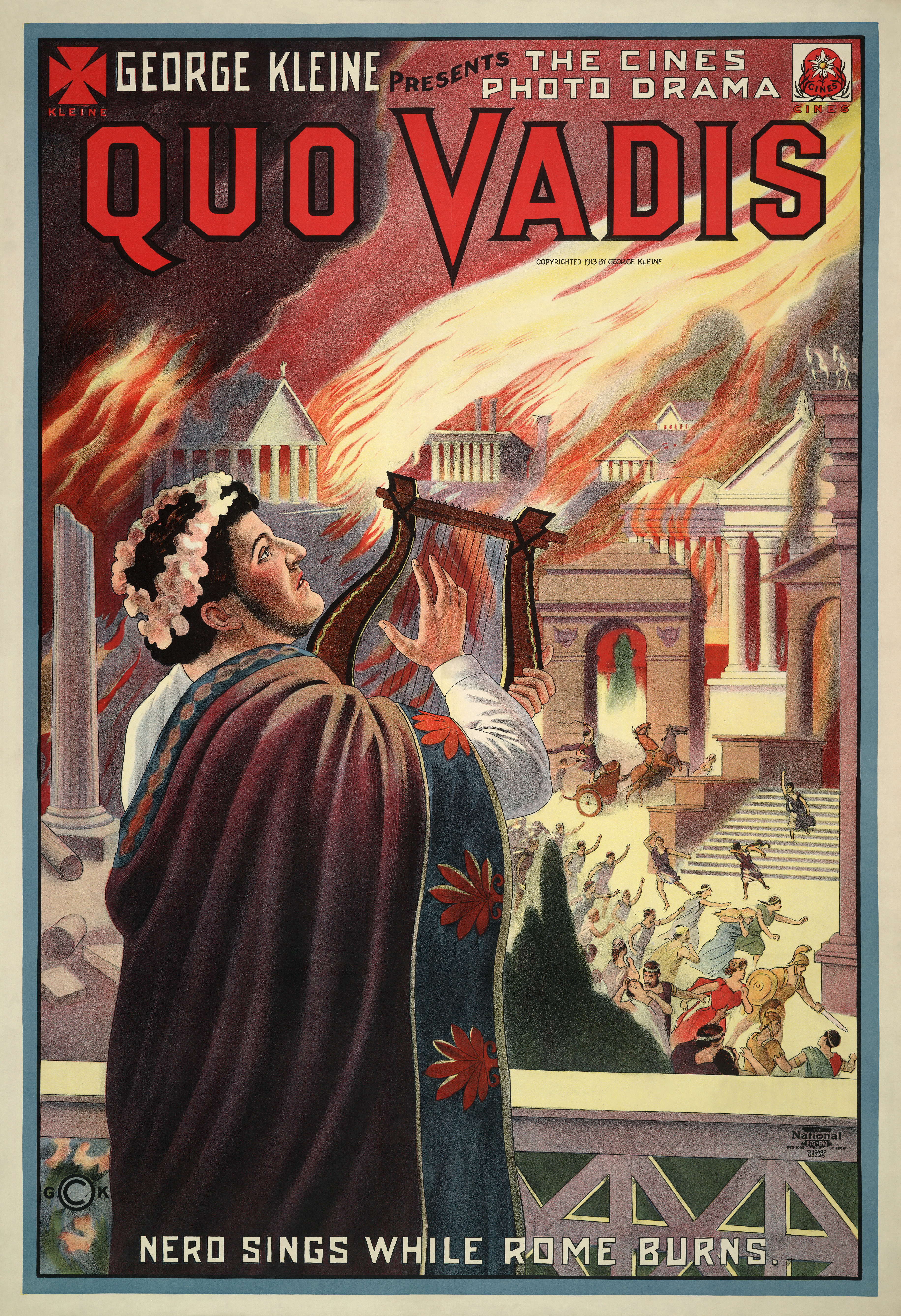
پوستر سینمایی فیلم هوس‌های امپراتور (فیلم ۱۹۱۳)
اثر George Kleine